# Gran Premi d'Indianapolis 500 del 1955
Resultats del Gran Premi d'Indianapolis 500 disputat al circuit d'Indianapolis el 30 de maig del 1955 i puntuable pel campionat de Fórmula 1 de la temporada 1955.

## Resultats
| Pos | G. sort. | No | Pilot                          | Equip                      | Voltes | Temps/ Retirada       | Punts |
| --- | -------- | -- | ------------------------------ | -------------------------- | ------ | --------------------- | ----- |
| 1   | 14       | 6  | Bob Sweikert                   | Kurtis Kraft - Offenhauser | 200    | 3h 53' 59. 53         | 8     |
| 2   | 2        | 10 | Tony Bettenhausen · Paul Russo | Kurtis Kraft - Offenhauser | 200    | + 2' 43.56 min.       | 3     |
| 3   | 10       | 15 | Jimmy Davies                   | Kurtis Kraft - Offenhauser | 200    | + 3' 32.36 min.       | 4     |
| 4   | 33       | 44 | Johnny Thomson                 | Kuzma - Offenhauser        | 200    | + 3' 38.91 min.       | 3     |
| 5   | 7        | 77 | Walt Faulkner · Bill Homeier   | Kurtis Kraft - Offenhauser | 200    | + 5' 17.17 min.       | 1     |
| 6   | 8        | 19 | Andy Linden                    | Kurtis Kraft - Offenhauser | 200    | + 5' 57.94 min.       |       |
| 7   | 16       | 71 | Al Herman                      | Kurtis Kraft - Offenhauser | 200    | + 6' 24.24 min.       |       |
| 8   | 19       | 29 | Pat O'Connor                   | Kurtis Kraft - Offenhauser | 200    | + 6' 41.60 min.       |       |
| 9   | 17       | 48 | Jimmy Daywalt                  | Kurtis Kraft - Offenhauser | 200    | + 7' 09.81 min.       |       |
| 10  | 12       | 89 | Pat Flaherty                   | Kurtis Kraft - Offenhauser | 200    | + 7' 46.54 min.       |       |
| 11  | 18       | 98 | Duane Carter                   | Kuzma - Offenhauser        | 197    | + 3 Voltes            |       |
| 12  | 25       | 41 | Chuck Weyant                   | Kurtis Kraft - Offenhauser | 196    | + 4 Voltes            |       |
| 13  | 32       | 83 | Eddie Johnson                  | Trevis - Offenhauser       | 196    | + 4 Voltes            |       |
| 14  | 20       | 33 | Jim Rathmann                   | Epperly - Offenhauser      | 191    | + 9 Voltes            |       |
| 15  | 21       | 12 | Don Freeland                   | Phillips - Offenhauser     | 178    | Transmissió           |       |
| 16  | 9        | 22 | Cal Niday                      | Kurtis Kraft - Offenhauser | 170    | Accident              |       |
| 17  | 24       | 99 | Art Cross                      | Kurtis Kraft - Offenhauser | 168    | Motor                 |       |
| 18  | 31       | 81 | Shorty Templeman               | Trevis - Offenhauser       | 142    | Transmissió           |       |
| 19  | 6        | 8  | Sam Hanks                      | Kurtis Kraft - Offenhauser | 134    | Transmissió           |       |
| 20  | 28       | 31 | Keith Andrews                  | Schroeder - Offenhauser    | 120    | Bomba del combustible |       |
| 21  | 27       | 16 | Johnnie Parsons                | Kurtis Kraft - Offenhauser | 119    | Magneto               |       |
| 22  | 13       | 37 | Eddie Russo                    | Pawl - Offenhauser         | 112    | Encesa                |       |
| 23  | 23       | 49 | Ray Crawford                   | Kurtis Kraft - Offenhauser | 111    | Motor                 |       |
| 24  | 11       | 1  | Jimmy Bryan                    | Kuzma - Offenhauser        | 90     | Bomba del combustible |       |
| 25  | 5        | 4  | Bill Vukovich                  | Kurtis Kraft - Offenhauser | 56     | Accident Mortal       | 1     |
| 26  | 3        | 3  | Jack McGrath                   | Kurtis Kraft - Offenhauser | 54     | Magneto               |       |
| 27  | 22       | 42 | Al Keller                      | Kurtis Kraft - Offenhauser | 54     | Accident              |       |
| 28  | 30       | 27 | Rodger Ward                    | Kuzma - Offenhauser        | 53     | Accident              |       |
| 29  | 26       | 39 | Johnny Boyd                    | Kurtis Kraft - Offenhauser | 53     | Accident              |       |
| 30  | 29       | 68 | Ed Elisian                     | Kurtis Kraft - Offenhauser | 53     | Abandonament          |       |
| 31  | 1        | 23 | Jerry Hoyt                     | Stevens - Offenhauser      | 40     | Pèrdua d'oli          |       |
| 32  | 4        | 14 | Fred Agabashian                | Kurtis Kraft - Offenhauser | 39     | Virolla               |       |
| 33  | 15       | 5  | Jimmy Reece                    | Pankratz - Offenhauser     | 10     | Motor                 |       |

## Altres
- Pole: Jerry Hoyt 1' 04. 27

- Volta ràpida: Bill Vukovich 1' 03. 67 (a la volta 27)

- Cotxes compartits:
  - Cotxe nº10: Tony Bettenhausen (123 Voltes) i Paul Russo (77 Voltes). Van compartir els 6 punts de la segona plaça.
  - Cotxe nº77: Walt Faulkner (176 Voltes) i Bill Homeier (24 Voltes). Van compartir els 2 punts de la cinquena plaça.

- Manny Ayulo va morir en un accident als entrenaments.